# Cohésion (physique)
Ne doit pas être confondu avec Adhésion.
Pour les articles homonymes, voir Cohésion.
La cohésion d'éléments physiques similaires de matière est la résultante de l'ensemble des forces, qui les unissent, qui maintient ces éléments ensemble. Ces trois forces essentielles sont l'interaction forte, l'interaction électromagnétique et l'interaction gravitationnelle.

## Caractérisation selon l'échelle observée
Les caractéristiques physiques différentes de chacune de ces forces (notamment en fonction de leur portée, des charges électriques et des masses concernées) font qu'elles s'expriment très différemment suivant l'échelle des éléments :
- à l'échelle du noyau atomique, l'interaction forte est largement prédominante[4] puis, cent à mille fois moindre, l'interaction électromagnétique, aboutissant à la liaison nucléaire et à la cohésion nucléaire ;
- au-delà de l'échelle du noyau atomique, via celles de l'atome et de la molécule jusqu'à l'échelle environ métrique, c'est d'abord l'interaction électromagnétique[4] révélant la cohésion chimique. Ainsi, parmi les liaisons chimiques, la cohésion intramoléculaire[3] est principalement due à la liaison covalente, à la liaison ionique ou à la liaison métallique, la cohésion intermoléculaire est essentiellement due aux forces de van der Waals[1] pour les éléments chargés électriquement et à la liaison hydrogène[1]. Cette dernière cohésion est une propriété intrinsèque de la substance, causée par la forme et la structure de ses molécules, créant une attraction électrique qui peut maintenir un petit assemblage telle qu'une goutte d'eau ;
- à partir de l'échelle environ métrique jusqu'à l'échelle astronomique (planète, système planétaire, galaxie…) c'est l'interaction gravitationnelle[4] qui domine de plus en plus largement, avec la pesanteur à l'échelle planétaire.

Diagramme schématique d'un noyau atomique montrant la cohésion des deux types de nucléons : protons (rouge) et de neutrons (bleu).
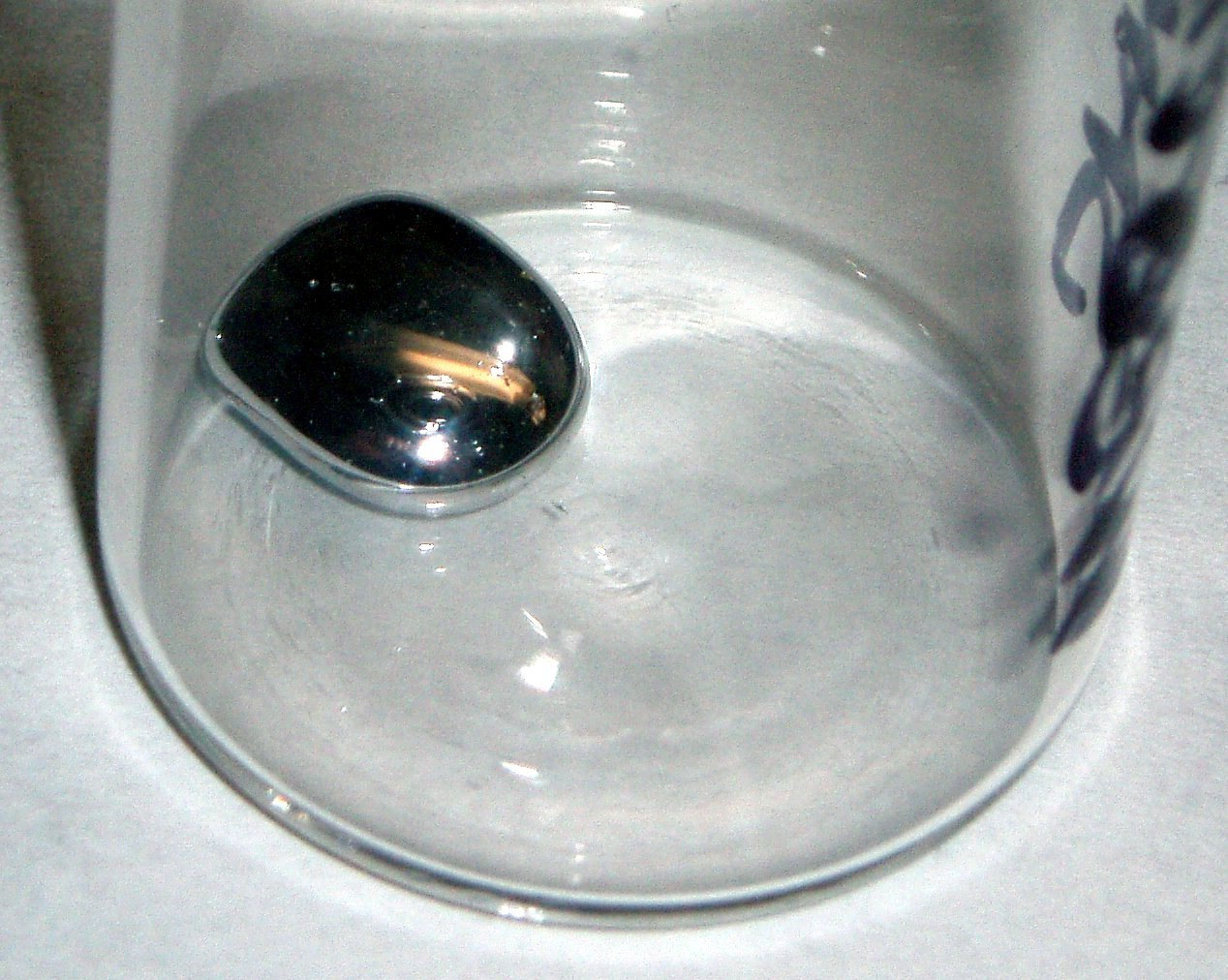
La cohésion de la goutte de mercure est plus forte que : (1) son adhésion avec le verre (pas de remontée sur la paroi verticale en contact) ; (2) la pesanteur s'exerçant sur le mercure (fort bombement de la goutte).
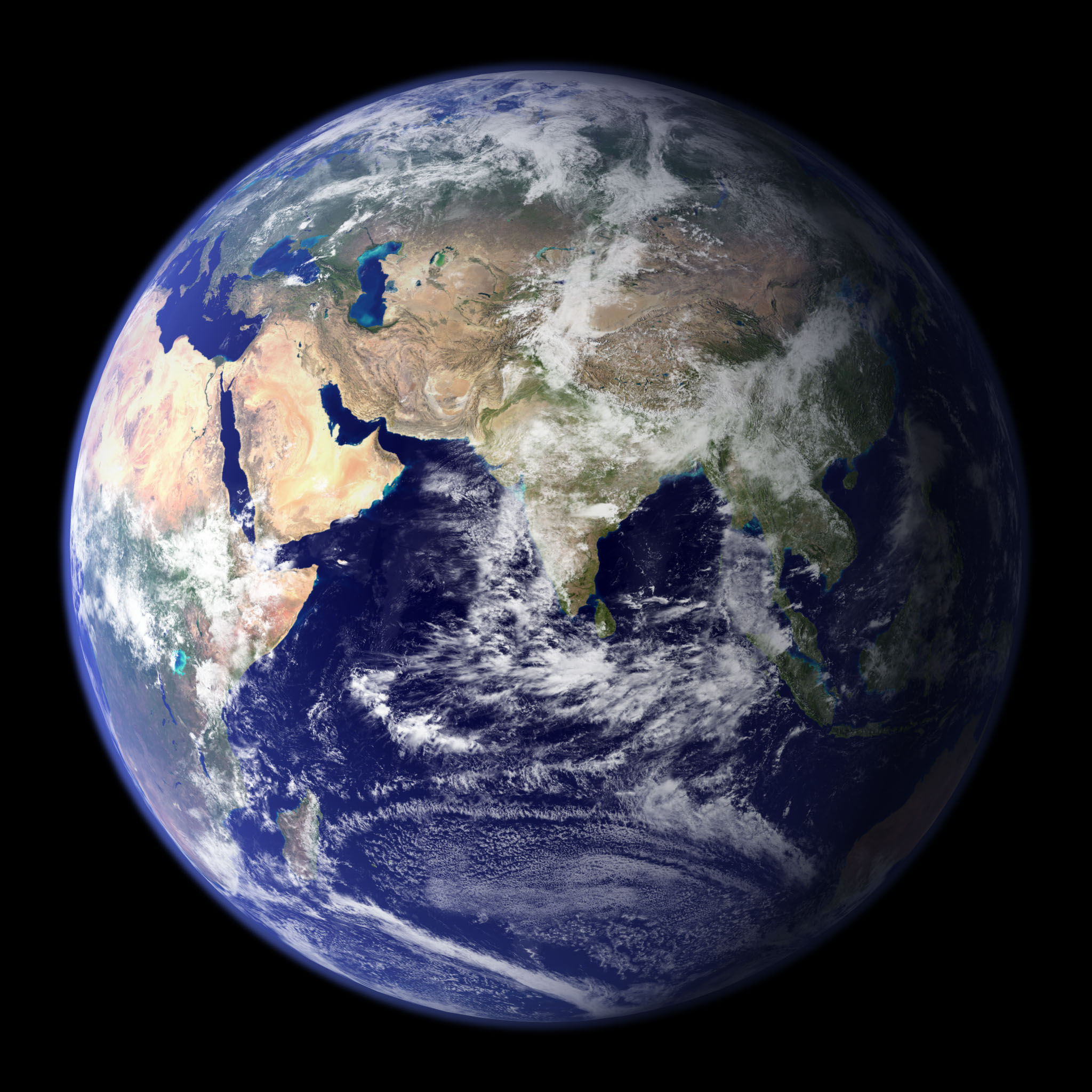
La cohésion liée à la pesanteur conduit à la forme en ellipsoïde de révolution, presque sphérique, des planètes.
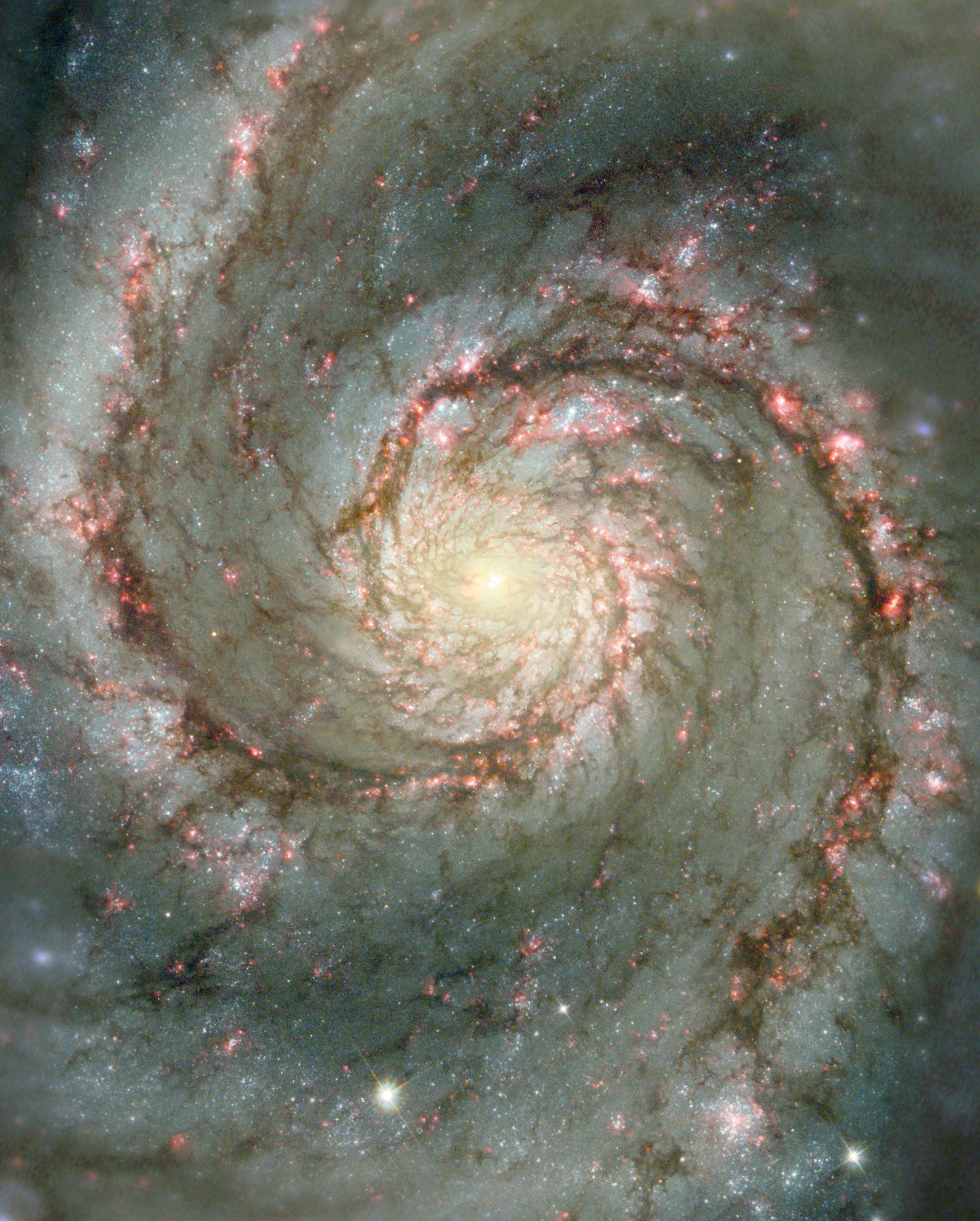
La Galaxie du Tourbillon montrant la cohésion d'une galaxie spirale.

## Formulation
Dans le noyau atomique, l'énergie de cohésion est {\displaystyle E=(\Delta m).c^{2}} avec {\displaystyle \Delta m} égal à la différence de la somme des masses unitaires des nucléons avec celle de la masse totale du noyau atomique.
La cohésion d'un corps pur dépend de son état. Elle est très forte pour un solide, faible et variable pour un liquide, nulle pour un gaz,.
L'énergie de la cohésion, de la matière est l'énergie qu'il faut pour casser les liaisons intermoléculaires et transformer ainsi cette matière en gaz :

- celle d'un solide correspond à sa chaleur latente de sublimation ; Exemple : l'énergie réticulaire d'un cristal ;

- celle d'un liquide correspond à sa chaleur latente de vaporisation.

## Limites
Au niveau du noyau atomique, la radioactivité marque une limite de la cohésion nucléaire.
La cohésion d'un morceau de sucre disparaît lors de sa dissolution dans de l'eau liquide.
Au-delà de l'échelle des superamas de galaxies, la caractéristique en expansion de l'Univers marque la limite de la cohésion de l'univers. Son accélération nécessite notamment une autre force provenant de l'énergie sombre.

## Phénomènes liés

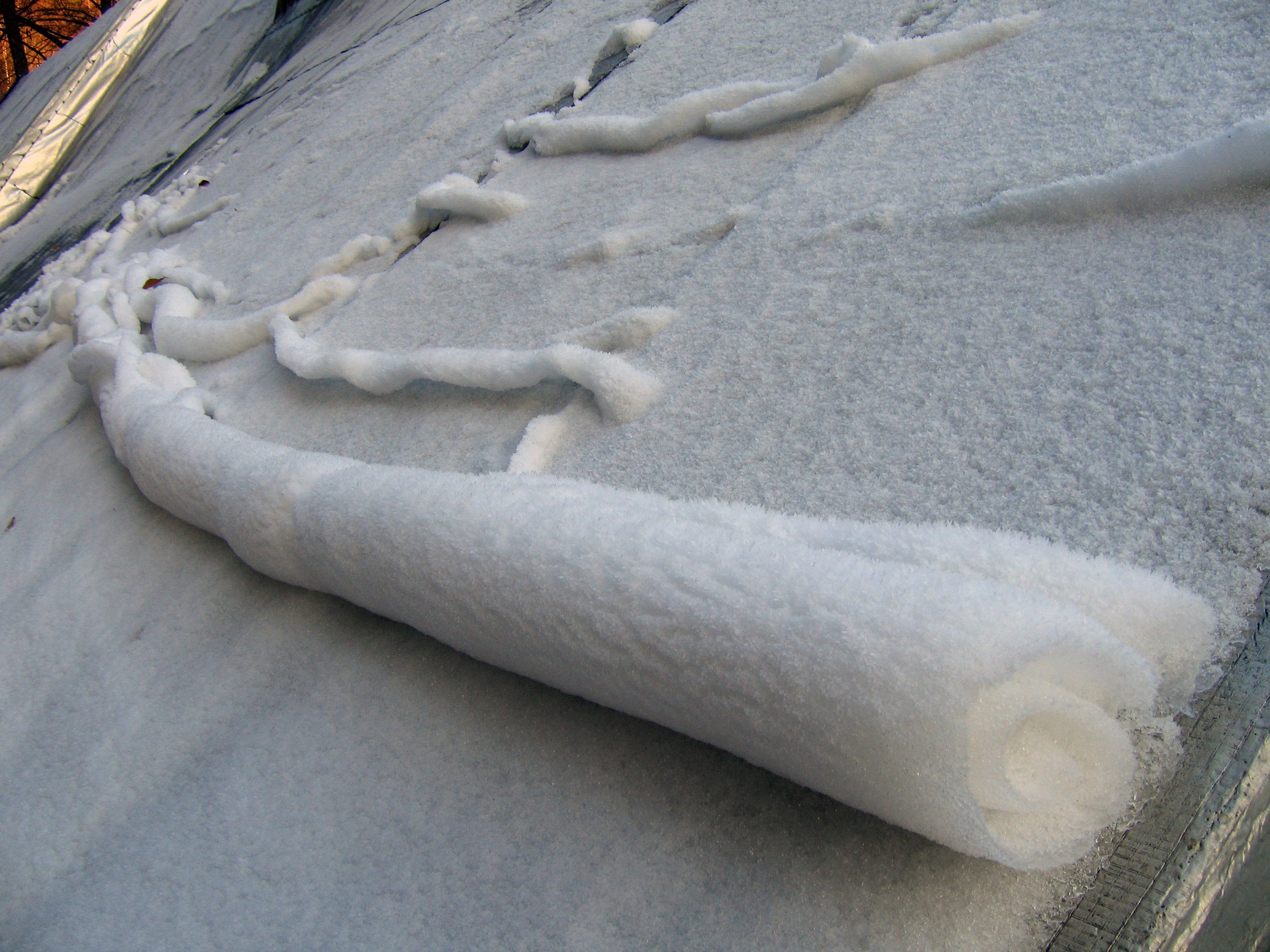
Rouleaux de neige montrant sa cohésion.

La cohésion participe activement aux phénomènes de tension superficielle, coalescence, capillarité, adhésion, frittage, viscosité. Les frottements mécaniques participent aussi à la cohésion de certains objets.
La cohésion est variable sur différents types de matériaux, par exemple :
- cohésion des grains de sable ;
- cohésion du sol (résistance au cisaillement du sol sous contrainte normale nulle), en fonction de sa teneur en eau[9], avec la mécanique des sols ;
- cohésion des roches, avec la mécanique des roches ;
- cohésions de la neige[10] : feutrage, frittage, regel[11], capillaire.

L'instrument utilisé en mécanique des sols pour mesurer la cohésion de certains sols fins est le scissomètre.